# Frank Stieper
Frank Stieper (* 1961 in Lübeck) ist gelernter Buchhändler sowie Komponist und Schriftsteller. Er schreibt seit 1987 Kinderlieder und Kinder- und Jugendbücher.

## Leben
Anfang der 1990er Jahre veröffentlichte er im Markt & Technik Verlag drei Computer-Fachbücher. Das erste Buch seiner Jugendbuchreihe Computerdetektei Klops & Lücke erschien 1995, der erstmals im Jugendbuch Originalsoftware beilag. Bis Ende 1999 produzierte er mit seiner Softwarefirma LOGOWARE Anwendungssoftware. Seit Anfang 2000 schreibt er wieder Kinder- und Jugendbücher und reist mit seinen Liedern und Geschichten umher.

## Bibliographie

### Hörbücher
- Der kleine Stern
- Gute Nacht und träume schön!
- Sleepy Simon
- Es ist wie es ist

### Kinderbücher
- Computerdetektei Klops & Lücke. Band 1: Die Jagd nach dem PC-Phantom. 2. Auflage. Ravensburger Buchverlag, 1998, ISBN 3-473-52115-9.
- Computerdetektei Klops & Lücke. Band 2: Die Rache der Hacker-Bande. 2. Auflage. Ravensburger Buchverlag, 1998, ISBN 3-473-52116-7.
- Computerdetektei Klops & Lücke. Band 3: Ein Virus im System. 1. Auflage. Ravensburger Buchverlag, 1999, ISBN 3-473-52140-X.
- Computerdetektei Klops & Lücke. Band 4: Gefangen im Cyberspace. Kerle Verlag, 1999, ISBN 3-451-70183-9.
- UNDERGROUND - Ohne Fairplay. cbj, 2001, ISBN 3-570-21040-5.
- Mäx & Misty - Die obergeheimen Fälle.
- Komm mit ins Internet. Coppenrath Verlag, 2000, ISBN 3-8157-2037-0.
- Das kleine Buch vom alten Ägypten. Coppenrath Verlag, 2004, ISBN 3-8157-3247-6.
- Die Byte-Girls - Das vierhändige Wesen. (G & G Kinder- u. Jugendbuch). 1. Auflage. 2006, ISBN 3-7074-0312-2.
- Cybernet City. Arena, 2000, ISBN 3-401-05103-2.
- Return to Sender. Arena, 2006, ISBN 3-401-05703-0.

Reihe Der LAN-Clan:
- Band 1: Robospider. Ravensburger Buchverlag, 2008, ISBN 978-3-473-54814-9.
- Band 2: Hightech-House. Ravensburger Buchverlag, 2008, ISBN 978-3-473-54815-6.
- Band 3: Virtuality. Ravensburger Buchverlag, 2008, ISBN 978-3-473-54816-3.
- Band 4: Codepirates. Ravensburger Buchverlag, 2008, ISBN 978-3-473-54817-0.
- Band 5: Creatures. Ravensburger Buchverlag, 2008, ISBN 978-3-473-54818-7.
- Band 6: Aircrash : Gefahr über den Wolken. Ravensburger Buchverlag, 2008, ISBN 978-3-473-54819-4.

### Jugendbücher
- Sleepy Simon - Ein Hackerthriller. Arena Verlag, Würzburg 2003, ISBN 978-3-401-02867-5.

### Computerfachbücher
- Klops & Lücke: Die AMIGA-Detektive. Markt-und-Technik-Verlag, 1992, ISBN 3-87791-254-0.
- Einschalten und loslegen! Markt-und-Technik-Verlag, 1992, ISBN 3-87791-338-5.
- Toolbox zur Animation- und Spieleprogrammierung. Markt-und-Technik-Verlag, 1994, ISBN 3-87791-581-7.